# Syrien i olympiska sommarspelen 1972
Syrien deltog med fem deltagare vid de olympiska sommarspelen 1972 i München. Ingen av landets deltagare erövrade någon medalj.